# Galepsus bipunctatus
Galepsus bipunctatus är en bönsyrseart som beskrevs av Max Beier 1931. Galepsus bipunctatus ingår i släktet Galepsus och familjen Tarachodidae. Inga underarter finns listade i Catalogue of Life.